# Helmiopsis linearifolia
Helmiopsis linearifolia är en malvaväxtart. Helmiopsis linearifolia ingår i släktet Helmiopsis och familjen malvaväxter.

## Underarter
Arten delas in i följande underarter:
- H. l. linearifolia
- H. l. muricata
- H. l. sely